# Animax Asia
Animax Asia為日本Animax在亞洲地區之分支動畫頻道，由KC Global Media所擁有。最初於2004年起於台灣、香港與東南亞地區播送，之後於其他國家開展。目前該頻道對亞洲共廿一個國家播放，並擁有超過兩千八百萬收視戶。
2010年5月3日零時起，部份海外Animax網站陸續改版並更換新的台徽；2013年2月1日，Animax除德國、西班牙外都換回第二代台徽。日本官網在2016年7月1日啟用漸層光澤標誌，原標誌仍是台徽及公司商標；海外是與德國同步改款為台徽，除英國及韓國外其餘隨後於2016年7月25日替換並附記「a Sony Network」。
索尼影业已经在2020年1月索尼电视娱乐亚洲区旗下的业务出售给KC Global Media Asia。.

## 歷史

### 台灣
Animax Asia最早於2004年元旦在台灣開台，AXN台灣頻道尚未播畢的動畫節目移往Animax台灣頻道繼續播出。Animax Asia播放許多新舊動畫節目，包括許多比其它東南亞頻道早播放的節目，如死亡筆記本、血戰、聖魔之血、蟲師以及其他若干節目。
Animax台灣頻道由「美商超躍股份有限公司」（AXN Taiwan-One, LLC.）統籌營運。
2015年1月20日，Animax HD於台灣中華電信MOD第374頻道開播，為Animax Asia第一個高畫質電視頻道；東南亞HD版本則於2015年9月面世。
2017年8月，台灣原獨立運作的Animax HD網站開始併入有線台網站；同年9月完成整合，使有線台網站同時展示HD台播出消息，原HD網站網址被設定為直接導向至有線台網站。
2019年2月下旬，Animax台灣頻道有線台開通雙語節目。
2019年4月開始，Animax台灣接連在中華電信MOD、Hami Video、歡樂看（目前已下架）等知名IPTV和OTT平台推出隨選視訊服務。
2019年11月4日起，Animax台灣頻道有線台開始在部分有線電視系統陸續升級為HD高畫質播出。
2020年10月15日06:15，Animax HD於中華電信MOD下架，原374頻道改播有線電視版本的Animax台灣頻道，形同兩個平台的頻道同步播出。

### 香港
香港方面，Animax Asia於2004年1月12日開始透過Now寬頻電視及香港寬頻電視轉播，同年2月18日銀河衛視啟播亦加入轉播，同年8月香港有線電視加入轉播。播放語言方面，now寬頻電視及香港寬頻電視提供雙聲道（《可愛動畫》時段為粵語及英語，其餘為日語及英語）、銀河衛視只提供第一聲道（粵語或英語）、有線電視則提供三聲道（粵語、日語及普通話）。
2007年8月1日，無綫收費電視終止轉播，2009年4月1日恢復轉播、改為提供雙聲道（粵語及日語）。
2014年4月1日，香港寬頻bbTV終止轉播。
2015年，Animax-HK網站合併至Animax-Asia網站。
2016年7月1日，myTV Super開始經504頻道轉播高清版本的Animax Asia；其餘頻道於2017年才改為轉播高清版本的Animax Asia。
2017年6月1日，無綫網絡電視因交還收費牌照而終止轉播。
2020年4月1日，香港有線電視終止轉播。

### 東南亞
在台灣與香港陸續開台一週後，Animax正式於2004年1月19日於東南亞開台，最初的放送型態主要為日語原音播放配合英文字幕播出，為Animax第一個英文電視頻道；稍後並導入了英語配音廣播。馬來西亞之Animax頻道則於2006年8月31日開播，主要使用東南亞版本的英語配音，亦使用日語原音搭配當地語言字幕。該頻道於早期於東南亞的節目包含諸如Chobits、庫洛魔法使、麻辣教師GTO、灰羽連盟、天才醫生俏護士、聖天空戰記、美鳥伴身邊、足球小將翼、狼雨、機動戰士鋼彈、星際牛仔、攻殼機動隊 STAND ALONE COMPLEX，後來更播出了如Fate/stay night、血戰、蜂蜜幸運草、巖窟王、御伽草子、地獄少女、銀河天使、禁獵魔女、七武士、神槍少女、福星小子、亂馬1/2等系列節目。
其亦有區分節目時段的，例如週一至週五下午四點至五點半之「Teen-Edge」播放櫻桃小丸子、小心啊！公主、TSUBASA翼等節目；晚間六點至六點半「Animania」時段播七龍珠、植木的法則；晚間七點黃金時段安排「Mega Zone」放送槍與劍、Fate/stay night、蜂蜜幸運草等節目；其週日晚間九點、十點的「Weekends」時段則安排如灌籃少年、血戰、星空的邂逅等作品。
2022年1月1日，马来西亚Astro正式停播Animax，但指定節目則提供點播，此外，也可以透過unifi TV第472頻道繼續播放。

#### 菲律賓
自2004年1月起開播。儘管大部分時間使用與東南亞相同的節目安排，仍有2-4小時的單獨時段。有時會播放如本地化的節目如Mad Mad Fun。

### 南亞

#### 印度
自2004年7月5日起開始對印度提供廣播。其節目訊號乃來自新加坡的Animax Asia，並使用相同的節目編排，包括獨家首播等。電視頻道於2017年4月18日被Sony Yay!取代，直至2017年7月7日起，移到Sony LIV，以串流頻道方式繼續播出原頻道的全高清版本動畫。
2023年一月该频道于Jio TV再次以串流频道的形式推出。。

### 韓國
由美國索尼影視電視與韓國KT SkyLife合資成立「Animax Broadcasting Korea Co., Ltd.」，不歸Animax Asia管理，獨立運作。自2006年4月29日於韓國開始播送，並針對韓國市場提供專屬的廣播訊號。 
早期節目包括巖窟王、御伽草子、銀河天使、魔法少女隊、交響詩篇、血戰、地獄少女、蜂蜜幸運草等等。

## 節目
Animax Asia是該區域首個24小時日本動畫電視網。

## 宣傳活動

### 香港
- 於2004年冠名贊助第六屆香港漫畫節。
- 於2006於巴士車身上宣傳《天堂之吻》、《地獄少女》、《血戰》、《灼眼的夏娜》及《蜂蜜與四葉草》。
- 於2006及2007年贊助香港國際電影節，並提供部份動畫供大會播放。
- 於2007年夏日國際電影節中，聯同主辦單位及Now寬頻電視舉辦兩場電影放映特別場，包括《雲之彼端，約定的地方》、《星之聲》以及《秒速5厘米》。
- 於2008年2月10日及2008年8月24日支持CWHK舉辦《The Best Voice動畫配音大賽》，提供配音片段及得獎品。
- 於2009年繼續支持CWHK舉辦《The Best Voice動畫配音大賽》，提供配音片段及得獎品。
- 於2009年7月至8月舉辦《犬夜叉完結篇》網上登記活動。
- 於2009年8月舉辦看《灼眼的夏娜 II》送輕小說及記事本活動。
- 於2009年9月至現在舉辦《犬夜叉Super Fans 大招募》。
- 於2009年8月至11月舉辦《我愛動畫競賽》，送出Bang & Olufsen耳機一副及Nokia USB 手指。
- 於2009年9月25日至12月10日《攜手大聲說 我愛犬夜叉》。
- 於2009年9月30日《Animax Community》正式開幕。
- 於2009年10月10日網上直擊《犬夜叉完結篇》首映現場盛況。
- 於2009年10月10日在香港城市大學《城大秋祭2009月之祭》贊助《秋祭同人賞》。
- 於2009年10月11日在香港城市大學《城大秋祭2009月之祭》舉辦《Animax犬夜叉拼圖比賽》。
- 於2010年全力支持香港萬聖狂歡派對。
- 於2012及2013年贊助C3日本動玩博覽。

### 臺灣
- 2007年9-12月，連續四個月舉辦Animax主題部落格徵選大賽。
- 2007年10月3日 於台灣國際動畫影展舉辦特映會，播放《地獄少女 二籠》頭兩集，並邀請傻呼嚕同盟召集人JO-JO暢談日本動畫。
- 2007年10月下旬（預定，實際日期待查）於台灣主要大專院校舉辦「Animax 秋日學園祭」，播放《涼宮春日的憂鬱》。
- 2008年4月3-13日，於台北101舉辦之 Sony Fair '08 舉行「尋找Animax廣告新聲帶」活動，觀眾可為活動指定之動畫角色配音，有機會獲得新台幣6000元獎金與廣告聲音代言機會。
- 2008年7-12月，連續六個月舉辦 Animax 主題部落格徵選大賽。
- 2009年1-6月，連續六個月舉辦 Animax 主題部落格徵選大賽。
- 2009年2月4日，於台北國際書展動漫主題館舉辦動畫《LaMB 禁錮天使》田中千繪簽名會。
- 2009年3月19日，舉辦動畫《LaMB 禁錮天使》記者會，並邀請田中千繪和吳建豪進行了一小段的現場配音表演。
- 2009年3月21日，於台北舉辦動畫《LaMB 禁錮天使》台灣地區首映會。
- 2009年5月13日，舉辦動畫《交響情人夢》記者會，邀請歌手蕭敬騰代言此動畫，並在現場演奏一段古典音樂。
- 2009年6月1日至30日，舉辦「我的鬼太郎創意笑聲」網路活動，發揮創意上傳鬼太郎創意笑聲，有機會獲得日版《鬼太郎》限量贈品。
- 2009年6月26日至7月31日，舉辦「尋找夏娜紅色魔力」網路活動，只要裝扮成《灼眼的夏娜》夏娜，有機會獲得新台幣10000元獎金；或是票選最喜歡的真人版夏娜，有機會獲得《灼眼的夏娜》珍藏版公仔。
- 2009年7月8日，舉辦動畫《灼眼的夏娜 II》記者會，邀請藝人艾莉絲代言，艾莉絲裝扮成夏娜並製作超大的菠蘿麵包。
- 2009年8月10日，舉辦動畫《旋風管家》記者會，邀請藝人彭于晏代言並接受體力、耐力與廚藝品味的考驗，挑戰成為一位超完美管家。
- 2009年8月至9月1日，舉辦「全能管家」網路票選活動，選出自己認為最炫的管家任務，就有機會獲得《旋風管家》漫畫、輕小說或 Animax USB揚聲器。
- 2009年9月25日至12月10日，上傳照片並依照指定動作表達出對《犬夜叉 完結編》的熱愛，就有機會獲得價值新台幣 8250 元的 Vado HD 口袋型攝影機。
- 2009年9月底至10月31日，舉辦「犬夜叉完結編貼紙串聯贈獎」網路活動，將節目播出時間貼紙放入個人網路空間，就有機會獲得《犬夜叉》一至四集劇場版 DVD、VCD 或《犬夜叉》徽章一組。
- 2009年10月5日，舉辦動畫《犬夜叉 完結編》記者會，並邀請藝人王心凌代言。
- 2009年10月10日至10月30日，舉辦《犬夜叉 完結編》簡訊回傳贈獎活動，將節目中出現的密碼以手機編寫簡訊至指定編號，就有機會獲得《犬夜叉》漫畫全套1~56集。
- 2009年11月1日至30日，將自己、朋友或寵物裝扮成犬夜叉，就有機會獲得PS3或《犬夜叉》精美贈品。
- 2009年12月1日至30日，準時鎖定《鋼之鍊金術師 BROTHERHOOD》中文配音版，將節目中出現的密碼以手機編寫簡訊至指定編號，就有機會獲得《鋼之鍊金術師 BROTHERHOOD》第一集DVD。
- 2010年3月20日，在台北彩虹3C資訊廣場前舉辦《K-ON！輕音部》動畫宣傳並邀請旺福樂團代言宣傳。
- 2011年10月15日，在高雄新光三越百貨左營店舉辦第一屆Animax動漫祭。
- 2011年11月30日至12月16日，收看《笨蛋，測驗，召喚獸》，將節目中出現的密碼傳真至指定號碼，就有機會獲得Animax獨家手機話筒。
- 2012年6月28日起收看Animax暑假大放送將節目中的密碼傳送至指定編號，就有機會獲得SONY-PS3-PSV-手機-相機 中川翔子演唱會門票。
- 2012年9月22日至9月23日，在高雄新光三越百貨左營店10樓展演廳舉辦第二屆Animax動漫祭。
- 2012年11月4日，在台北ATT文創立方由日本首次跨海舉辦 ANIMAX MUSIX 2012 TAIWAN 台灣音樂祭。
- 2014年1月18日，在台北國立臺灣大學綜合體育館舉辦第三屆ANIMAX動漫祭動漫嘉年華，同天晚上舉辦第二屆ANIMAX MUSIX 2014 TAIWAN 台灣音樂祭。
- 2014年4月16日至4月27日，收看《驚爆遊戲》，將節目中出現的音符密碼以及參加者提供動漫歌名傳送至ANIMAX官方網站，就有機會獲得 《May'n》單曲CD以及演唱會門票。
- 2014年7月4日，在桃園國際動漫大展，ANIMAX提供入展前100名額可獲得ANIMAX精美福袋。
- 2014年7月5日，在台北西門町舉辦 ANIMAX Cosplay 大賽，並在7月11日至7月28日舉行 Cosplay 網路投票票選活動。
- 2015年1月10日，在台北華山1914文化創意產業園區舉辦第四屆ANIMAX動漫祭日本文化祭，ANIMAX吉祥物「OO-Kun」首次亮相與當天所有的觀眾一起拍照。

### 中国大陆
- 2018年4月21日，在广州白云区广州体育馆举办 ANIMAX MUSIX 2018 GUANGZHOU动漫音乐祭，这是Animax首次在中国大陆举办的音乐祭。

### 亞洲
- 2009年3月20日，於新加坡總部宣布4月 Animax將改寫全球電視史和動漫史，於4月6日起與日本零時差放送動畫《花冠之淚》、於4月10日起與日本同週放送動畫《鋼之鍊金術師 BROTHERHOOD》（但香港在J2、翡翠台、高清翡翠台播放《鋼之鍊金術師FA》）。
- 2009年3月26日-4月30日，全亞洲Animax 舉辦「與 Animax 一起改寫電視史」網路宣傳活動。
- 2009年10月10日 下午2點，於馬來西亞舉辦《犬夜叉 完結編》大型活動，並於各地的官方網站進行網路線上直播。

## 吉祥物
從2014年開始，陸續推出由臺灣動畫公司設計的吉祥物狸貓「OO-Kun」及它的朋友：
OO-Kun
2014年9月1日登場，神秘的狸貓，喜歡一切日本相關事物。
Miruku
2015年3月1日登場，脖子在OO-Kun惡作劇時不慎拉長，自此成為其寵物綿羊且外型酷似網路流行惡搞的草泥马。
Imo
2015年10月3日登場，正義的馬來貘，總是出現將Miruku從OO-Kun的作怪中拯救出來。
Chu Chu
2016年3月5日登場，OO-Kun的青梅竹馬。
此外，於2016年7月25日品牌更新時舉辦OO-Kun繪畫大賽（OO-Kun Drawing Contest），經入圍票選由菲律賓Audrey R. Abulencia所繪「Jasper」成為OO-Kun家族新成員：
Jasper
2016年11月16日登場，熱愛雜技的老虎。
此外，吉祥物OO Kun & Friends官方主題商品旗艦店於2017年12月12日在Lazada新加坡成立，並將會在香港、中國大陸、泰國、菲律賓、印尼、馬來西亞和台灣的購物網站陸續開幕和增加商品數量。

## 翻譯與配音團隊
Animax 針對了其東南亞與南亞之英語網路所播送的動畫節目使用了一些翻譯與配音工作室進行英文版節目製作。特別是一些在北美並無代理，其他地區也無提供相應之英語版本者，例如：偵探學園Q、天才醫生俏護士、我要上太空、絕對少年、CLAMP學園偵探團、未來少年柯南、世界名作劇場系列數部、以及無數其他節目。Animax 並製作無修正版本之英語版配音動畫節目，其中最有名的屬庫洛魔法使，因其並無進行任何修正，並完整保留了所有劇情細節、對話、角色命名與其它等諸多設定。
除了自製版本的節目外，Animax 亦購買其他企業代理之外製英語版節目，如Bandai、The Ocean Group、Bang Zoom、Geneon、VIZ Media、Central Park Media以及其它諸多公司的版本。其包括如星際牛仔、禁獵魔女、機動戰士鋼彈、機動神腦、星空的邂逅、銀河天使、地球少女Arjuna、十兵衛、月影蘭、天使的尾巴、機械女神、蘋果核戰、異型特攻學園、犬夜叉劇場版系列、鋼之鍊金術師、戰鬥妖精雪風等節目。
台灣Animax大部分的節目都以中日雙語播出，而以中文配音為主聲道、日文原音為副聲道，有線台開通雙聲道之前，兩者分別由不同時間播出（一般以中文配音較早播出）。
至於在台灣Animax的中文配音版本，與節目的代理商並無直接關係，大部分代理商提供的DVD並無中文配音版本。相反的，台灣Animax首播之前，近期就已有在台灣的電視台播出，或節目之代理商有提供中文配音版本，則該台的中文配音沿用之。

## 爭議事件

### 播放語言問題
Animax香港開台時，可愛動畫區塊到後來於星期一至五日間時段播放的動畫是提供粵語及英語配音，而其餘時段則提供日語原聲配音；後來香港寬頻播放Animax香港時，所有節目均有提供日語原聲。
另外，香港有線電視於則提供粵語或日語及國語配音，而銀河衛視（後來更名為SuperSun新電視、無綫收費電視及無綫網絡電視，即myTV Super的前身）則只能收聽第一聲道的語言（粵語或日語，視乎有關節目播放的主要語言而定）。
2006年1月，Animax香港在日間播放的動畫全面提供粵語配音，引起部分透過now寬頻電視、香港有線電視及SuperSun新電視之訂戶不滿，指無法收聽日語原聲。
2006年5月，now寬頻電視提供最多四種語言廣播（粵語、日語、英語及國語），不過香港有線電視及SuperSun新電視則一直未有更改；直到現時為止，仍然有不少透過香港有線電視之訂戶在Animax香港網頁之討論區投訴。
2019年7月1日，經myTV Super播放的Animax香港提供兩種語言廣播（日語及國語）而宣傳片統一為英語，惹來透過myTV Super之訂戶在Facebook專頁杯葛。
2020年1月1日起，除了在台湾ANIMAX播出的国语配音动画和犬夜叉除外均以日語原聲，不再以多國語言廣播。

### now寬頻電視插播宣傳片事件
2009年1月5日下午時份開始，於now寬頻電視播放的Animax香港頻道，被now寬頻電視方面在部分原本播放Animax節目宣傳片的時間（每個節目的第2節及第3節之間，及兩個節目或連播兩集及以上的節目之間）插播now寬頻電視的節目宣傳片；由於Animax台灣方面因插播商業廣告影響正常節目播放，故有now寬頻電視訂戶擔心now寬頻電視方面的安排，加上now寬頻電視方面可能如其他外購頻道插播商業廣告，原有節目遭插播宣傳片影響，部分內容因而無法看到。
不過，透過myTV SUPER及香港有線電視收看並無此問題。

## 頻道標誌
| LOGO | 使用期間                | 備註 |
| ---- | ----------------------- | --- |
|      | 2004 - 2006             | 第一代標誌 |
|      |                         | 第二代標誌，用於2006年6月1日至2010年5月2日；日本於2006年10月1日採用至2016年6月30日。除韓國外亞洲於2013年2月1日起重用此版本至2016年7月24日。 |
|      | 2010 - 2013 2010 - 2016 | 第三代標誌，除韓國仍用第二代標誌不變外，海外於2010年5月3日改版，亞洲用至2013年1月31日，其他如德國則到2016年6月30日。                        |
|      | 2016 - 如今             | 更新版標誌，日本在2016年7月1日官網標誌改版與台徽（商標）分道揚鑣，東南亞、香港、臺灣隨後於25日更改為台徽。                                  |
|      | 2016 - 如今             | 韓國在2016年9月1日自行採用有別於更新版風格的設計                                                                                            |

## 外部連結
- Animax Asia（页面存档备份，存于） （英文）
- Animax Taiwan（页面存档备份，存于） （繁體中文）
  - Animax Taiwan的Facebook專頁（中文）
  - Animax Taiwan的Instagram帳戶
  - YouTube上的Animax Taiwan頻道
- Animax Korea（页面存档备份，存于） 
- Animax-Asia（页面存档备份，存于）在Anime News Network（英文）